# Pluie de juillet
Pour plus de détails, voir Fiche technique et Distribution.
Pluie de juillet (Июльский дождь, Iyulskiy dozhd) est un film soviétique réalisé par Marlen Khoutsiev, sorti en 1967.

## Synopsis
La traductrice Lena et le jeune scientifique Volodia s'aiment. Avec leurs amis, ils partent se reposer au bord de la mer. Lena refuse la demande en mariage de Volodia.

## Fiche technique
- Titre original : Июльский дождь, Iyulskiy dozhd
- Titre français : Pluie de juillet
- Réalisation : Marlen Khoutsiev
- Scénario : Marlen Khoutsiev et Anatoli Grebnev
- Pays d'origine : URSS
- Format : Noir et blanc - 35 mm - 2,35:1 - Mono
- Genre : drame
- Durée : 107 minutes
- Date de sortie : 1967

## Distribution
- Evgenia Ouralova : Lena
- Aleksandr Beliavski : Volodia
- Youri Vizbor : Alik
- Evguenia Kozyreva : mère de Lena
- Alexander Mitta : Vladik
- Ilia Bylinkine : Zhenia
- Youri Iltchuk : Leva
- Alla Pokrovskaïa : Lelya Kurikhina
- Boris Beloussov : Chapovalov
- Viktoria Beskova : Femme de Chapovalov
- Valentina Charykina : Lussia
- Vitali Beliakov : Youra